# Viggbyholmsskolan
Viggbyholmsskolan var en tidig svensk friskola i Viggbyholm i Täby kommun, Sveriges första internat-samskola med en banbrytande experimentell pedagogisk inriktning åren 1928-1972. Du-reformen var konsekvent genomförd från start.

## Verksamhetshistorik
Skolan var inledningsvis 1928 inhyst i den gamla Viggbyholms gård på initiativ av den nytänkande pedagogen och skolmannen Per Sundberg, som också till sin död 1947 var skolans rektor och ansvarsförvaltare med en fri kristen grundsyn. Bland andra verksamhetsstödjare fanns till exempel predikanten och författaren Natanael Beskow, konstnären och författaren Mollie Faustman och arkitekten och designern Carl Malmsten. Initialt bedrevs grundskola, men under 1930-talet utvidgades verksamheten med fler elever, ett växande antal byggnader, elevhem, bibliotek med mera, och man kunde efterhand även erbjuda gymnasieutbildning, med egen studentexamensrätt från 1951 och realexamensrätt från 1961 (som sedan gavs till 1966). I oktober 1944 överlät Per Sundberg skolan till Stiftelsen Viggbyholmsskolan, och efterhand utverkades visst ekonomiskt stöd från Täby kommun, som också sände dagelever till skolan. Från 1954 räknades den som ett statsunderstött privatläroverk. Som mest inbegrep skolan tretton elevhem och byggnader för administration, slöjd, kultur och teknisk utbildning med omkring femhundra elever på ett sex hektar stort område. På 1960-talet blev den ekonomiska situationen allt kärvare med minskande intresse från stat och kommun i nya reformtider och 1972 tvangs man lägga ned skolan.

## Verksamhetsinriktning
Efter Per Sundbergs död 1947 övertogs rektorskapet av Sten Sternberg, som 1949 lämnade över till Torsten Ekström, som 1958 efterträddes av Vidar Risberg. Skolan hade stort internationellt humanitärt engagemang och tog bland annat under andra världskriget emot stora mängder flyktingar som elever och personal vid skolan. Bland dessa fanns bland annat den unge blivande marionetteater-specialisten Michael Meschke, som i samarbete med bland annat Sten Sternberg inledde sin livslånga verksamhet på skolan (och sedermera grundade Marionetteatern och Marionettmuseet). Med kulturverksamhet och insamlingar stödde man humanitär utveckling i Indien med flera länder i samverkan med Mahatma Gandhi. Andra namnkunniga personer som haft med skolan att göra är bland andra Karin Boye, Sandro Key-Åberg, Tore Johnson, Sven Yrvind, Anna Wahlgren, Suzanne Osten, Jan Guillou, Lars Sjöberg, Barbara Öberg-Sjögren och Yvonne Domeij.
Kultur och individuell kreativ utveckling var genomgående grundtema i verksamheten, liksom en eftersträvad glädjebaserad gemenskap och respekt för individens speciella intressen och talanger. Den teoretiska undervisningen skulle få samma utrymme som det praktiska, "handens arbete" inom till exempel hantverk, teknik, konstnärligt arbete, och individens egen fallenhet och inriktning styrde dennas utbildningsväg mot vidare akademiska eller praktiska studier. Könens likaberättigande ansågs självklart och det unika upplägget i form av saminternat var inledningsvis inte okontroversiellt utan väckte en hel del samhällsdebatt. Enligt denna nya idealistiska skolsyn eftersträvades en utveckling av harmoniska samhällsmedborgare och man ville undvika läxor, bestraffningar och (initialt) till och med klassindelningar. Utöver skolarbetet ägnades mycket tid åt gemensamma aktiviteter inom sådant som teater, musik, maskerader etcetera och elevredaktioner gav ut skoltidningar som Vigg och Vårt blad.